# Paolo De Matteis
Paolo de Matteis (ur. 9 lutego 1662 w Plano de Cilento, zm. 26 stycznia 1728 w Neapolu) – włoski malarz barokowy. 
Urodził się w Plano de Cilento niedaleko Salerno. Uczył się pod kierunkiem Francesco di Maria w Neapolu, a następnie u Luca Giordano. Pracował u hiszpańskiego wicekróla Neapolu. W latach 1702–1705 pracował w Paryżu, Kalabrii i Genui. W Neapolu zajmował się dekoracją kościołów. W latach 1723–1725 mieszkał w Rzymie pracując nad zleceniem od papieża Innocentego XIII.
Do jego uczniów należał malarz Giuseppe Mastroleo.